# Paw Paw Tunnel
Paw Paw Tunnel – tunel o długości około 950 metrów wybudowany w XIX wieku na kanale Chesapeake i Ohio. Jego budowa zajęła 12 lat i pozwoliła skrócić długość kanału o niemal 10 kilometrów.